# فرانك بارجر
فرانك بارجر (بالإنجليزية: Frank Barger)‏ هو مدرب رياضي أمريكي، ولد في 1921، وتوفي في 1991.